# Faujasia squamosa
Statut de conservation UICN

 VU  : Vulnérable
Espèce
Faujasia squamosa ou faujasie écailleuse est une espèce de plante à fleurs de la famille des astéracées. Elle est endémique de l'île de La Réunion, département d'outre-mer français dans le sud-ouest de l'océan Indien.

## Description
C'est un petit arbrisseau aux fleurs jaunes qui pousse à partir de 1900 m d'altitude, dans les zones rocheuses humides ou en flanc de falaise. Très rare et menacée d'extinction, la faujasie écailleuse ne se rencontre que dans le Parc national de la Réunion : au Piton des Neiges et au Maïdo,, où elle a subi les incendies de 2011.
Elle est représentée dans la série limitée de 4 timbres Flore en danger, émise par la Poste en mai 2019.